# Robert Caspersen

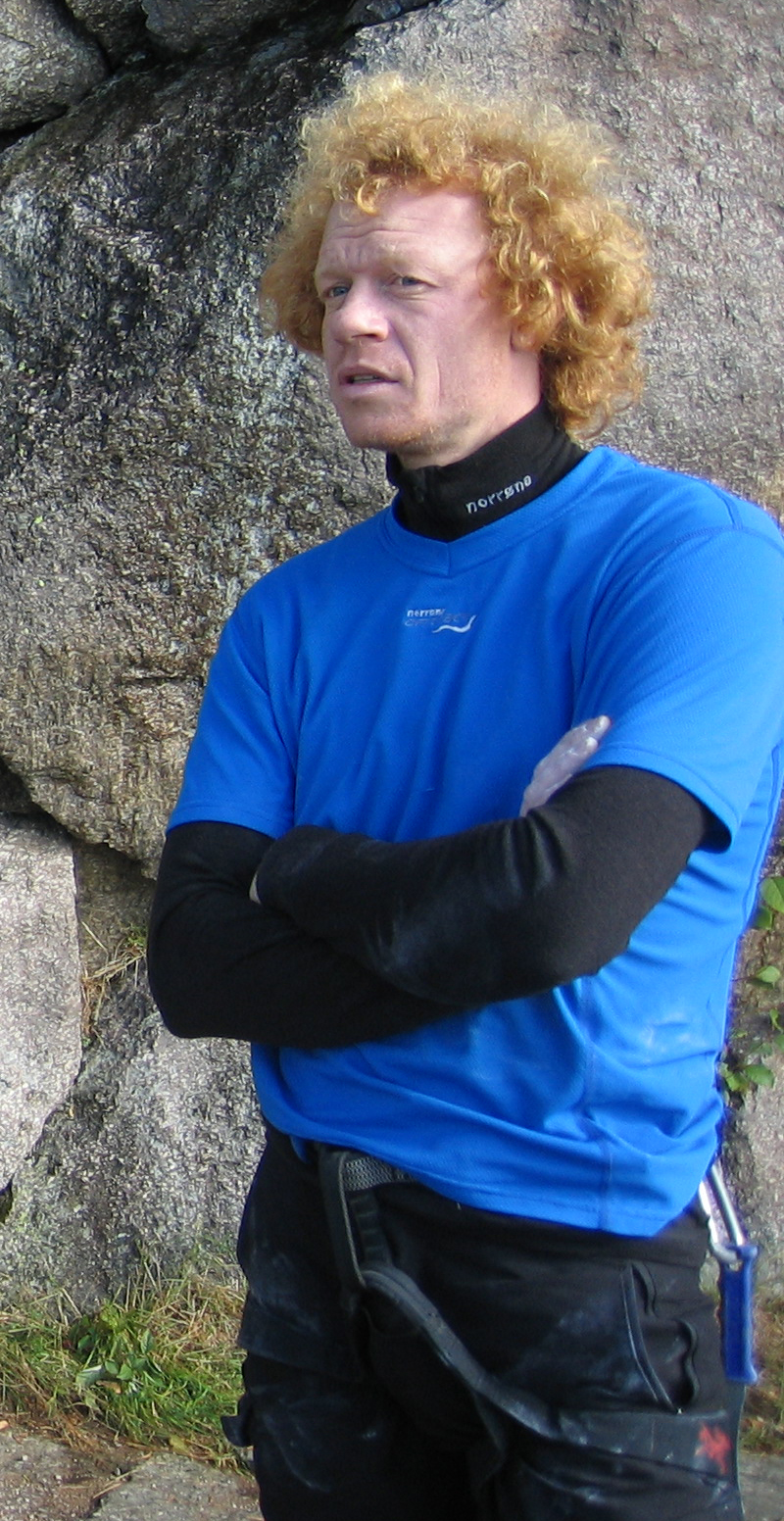
Robert Caspersen (2004)

Robert Caspersen (* 30. September 1971) ist ein norwegischer Kletterer und Bergsteiger.
Ihm gelangen Erstbesteigungen und Erstbegehungen in Norwegen, den Alpen, im Himalaya und der Antarktis.
Caspersen unternahm mehrere Antarktis-Expeditionen. 1994 gelangen ihm dabei Erstbesteigungen von Jøkulkyrkja (3148 m), Ulvetanna (2931 m), Geßnerspitze (3021 m), Kinntanna (2724 m) und Holtanna Nordgipfel (2630 m), 1996/1997 der Rondespiret (2427 m). 2006 folgte die Erstbegehung einer Route durch die Ulvetanna-Nordwand (Schwierigkeitsgrad A4 5.10, 21 Seillängen, 960 Meter, 16 Tage) mit Ivar Tollefsen, Stein-Ivar Gravdal und Trond Hilde sowie sechs Erstbesteigungen in den Holtedahl-Bergen.
1999 eröffnete Caspersen zusammen mit Gunnar Karlsen, Per Ludvig Skjerven and Einar Wold in 38 Tagen die Route Norwegian Trango Pulpit Direct (Schwierigkeitsgrad VII A4 5.11, 48 Seillängen) am Trango Pulpit (6050 m) im pakistanischen Karakorum.
Caspersen wurde in den Jahren 1992, 1994 und 1998 norwegischer Meister im Sportklettern.